# Mandatum (Unternehmen)
Mandatum ist ein Finnisches Unternehmen in der Finanz- und Versicherungsbranche. Es werden Finanzdienstleistungen, Vermögensverwaltung und Versicherungslösungen an gewerbliche, institutionelle und Privatkunden angeboten.

## Geschichte
Die Wurzeln von Mandatum gehen über 150 Jahre zurück bis zur Gründung der Kaleva Lebensversicherung in 1874. Im Jahr 1997 wurden Teile von Kalevas Versicherungsgeschäft auf die Firma Sampo Life übertragen. Im nächsten Jahr folgte eine Fusion von Sampo Life und Nova. Zum Jahrtausendwechsel wurde auch die Leonia Lebensversicherung verschmolzen und gemeinsam übernahm man im folgenden Jahr die Mandatum Bank. Im Jahr 2008 firmierte man nun insgesamt als Mandatum Life und vereinigte so etliche Versicherungsfirmen und Banken unter einer Marke.

## Eigentumsverhältnisse
Per Ende 2023/2024 waren folgende Aktionäre bekannt:
- Varma Insurance (4,43 %)
- Ilmarinen Insurance (2,8 %)
- Elo Insurance (1,47 %)

Der Rest befindet sich folglich im Streubesitz.

## Nachweisliste
1. ↑  History. Abgerufen am 3. Dezember 2024 (englisch).
2. ↑  Mandatum: Annual Report 2023. In: Mandatum. Mandatum, März 2024, abgerufen am 3. Dezember 2024 (englisch).